# Família Atari de 8 bits

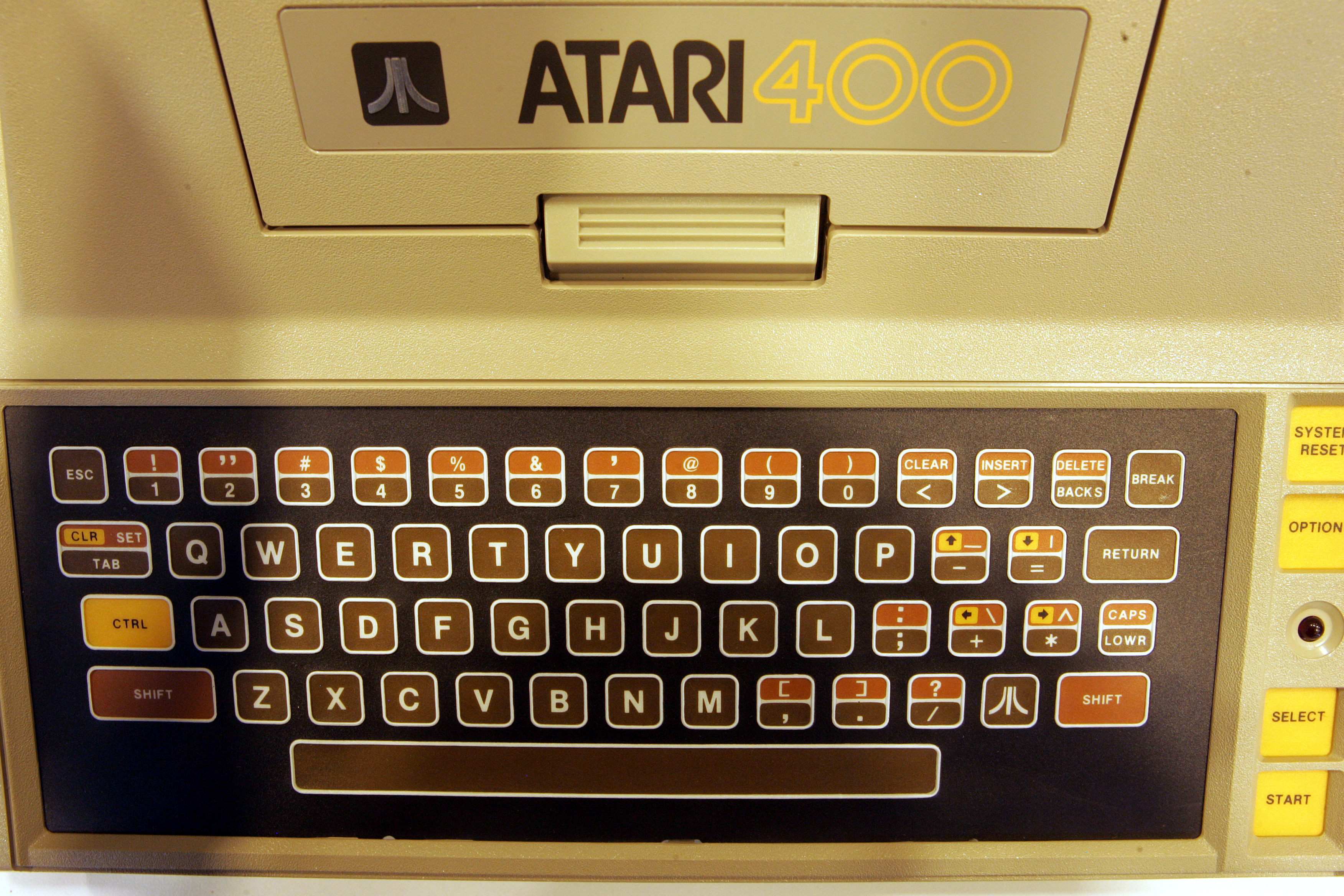
Detall del teclat de l'Atari 400.

La família Atari de 8 bits va ser una sèrie d'ordinadors domèstics fabricats des de 1979 a 1992. Tots es basaven en el CPU MOS Technology 6502 i van ser els primers microordinadors amb coprocessadors customitzats, donant-los «el subsistema gràfic més potent» de qualsevol màquina de 8 bits. Al llarg de la dècada següent, diverses versions del mateix projecte bàsic van ser llançades, incloent-hi els Atari 400 i 800 originals i els seus successors, les sèries d'ordinadors XL i XE. Els últims models de la màquina s'estaven produint tan tard com 1991. La família Atari de 8 bits va vendre dos milions d'unitats durant la seva producció principal entre finals de 1979 i mitjan 1985. El 1992, Atari Corporation va abandonar oficialment tot el suport restant de la línia de 8 bits.

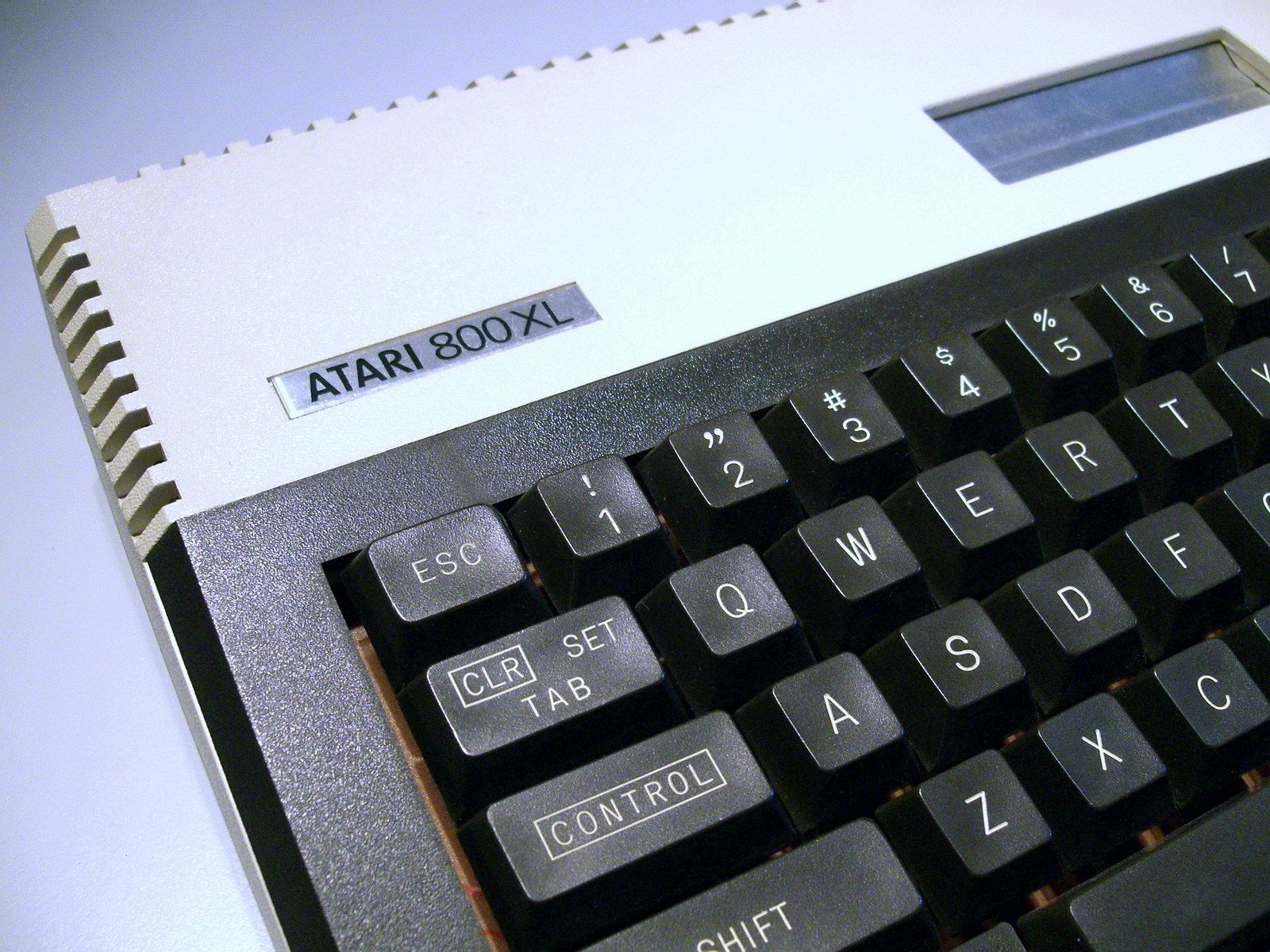
Atari 800XL.

## Història
Les dates de la cronologia de producció es van obtenir d'Atari 8-Bit Computers F.A.Q., and Chronology of Personal Computers.

### Orígens
Tan aviat com la consola de jocs Atari 2600 va ser llançada, l'equip d'enginyeria, que es deien a si mateixos com Cyan, va començar a treballar en el seu eventual reemplaçament. Ells sentien que els 2600 tindrien un temps de vida d'al voltant de tres anys, i van tractar de limitar-se a aquestes característiques que podrien perfeccionar-se per a aquest temps. Amb el que van acabar era essencialment una versió "corregida" del 2600, arreglant els seus defectes més obvis.
El nou disseny seria més ràpid que el 2600, tindria millors gràfics, i inclouria un maquinari de so molt millor. El treball sobre els xips per al nou sistema va continuar a través de 1978, enfocant-se primàriament en el molt millorat maquinari de video conegut com el CTIA (el 2600 usava un xip conegut com el TIA).
No obstant això, en aquest punt, la revolució de l'ordinador personal començava a tenir una gran popularitat amb els ordinadors Apple II, Commodore PET i TRS-80. Ray Kassar, el nou CEO d'Atari, volia que els nous xips anessin usats en un ordinador personal per desafiar la Apple. Atari va investigar sobre què seria necessari per produir un ordinador personal viable per ells mateixos. Això incloïa suport per a caràcters gràfics, alguna cosa que el 2600 no tenia, alguna forma d'expansió pels perifèrics, el llenguatge de programació BASIC, i un teclat.

### Disseny

#### ANTIC
Durant aquest període, la principal àrea de treball de l'equip Cyan era la creació de dos xips avançats, de tipus LSI (integrat a gran escala) coneguts com a ANTIC i CTIA, posteriorment substituït pel GTIA. Junts van formar el cor dels gràfics d'Atari. ANTIC era realment un microprocessador que processava instruccions de visualització. Una seqüència d'instruccions completa era coneguda com a Display List Llista de Desplegament. Cada instrucció descrivia com havia de ser exhibida cada línia (com a caràcter o gràfics), on havia de ser exhibida, si contenia interrupcions, si el moviment en sentit vertical fi (en anglès: fine scroll) era permès o no, o on carregar dades des de la memòria (jocs de caràcters o informació dels gràfics). ANTIC llegia aquesta llista de desplegament usant l'Accés Directe a Memòria (DMA), després traduïa aquesta llista de desplegament en dades elèctriques per ser processada pel GTIA. Tot això sense cap intervenció de la CPU.

#### CTIA / GTIA
El GTIA rebia la informació gràfica del ANTIC i també controlava els sprites, detecció de col·lisions, el control de prioritat i el control de la luminància del color (lluentor) para tots els objectes incloent objectes DMA de l'ANTIC. GTIA prenia tota aquesta informació i feia una conversió digital anàloga (DAC) per produir els senyals video per a la pantalla.

#### POKEY
El tercer xip de suport per encàrrec, anomenat POKEY, era responsable de llegir el teclat, generar el so i controlar les comunicacions serials. Això últim en conjunt amb el PIA. També aportava temporitzadorés {de l'anglès: timers}, un generador de nombres aleatoris (per crear soroll o per usar els nombres a l'atzar), i interrupcions emmascarables. POKEY tenia quatre canals d'àudio de 8 bits semi-independents, cadascun amb el seu propis registres de control de freqüència, soroll i volum. Per obtenir una millor qualitat de so, es podia combinar dos dels canals d'àudio per produir un so més exacte, aconseguint una resolució de 16 bits.
Una de les raons principals per les quals el 6502 hagi estat utilitzat amb tanta freqüència en les primeres màquines, va ser el seu baix cost. Una altra raó era una característica que ho feia ideal per als gràfics. La CPU accedia a la memòria en la freqüència del rellotge i només ho feia mentre el senyal del rellotge era alta. Així un controlador de video tenia accés a la memòria quan el senyal del rellotge estava baixa, sense por al fet que els senyals del bus s'entremesclessin quan dos dispositius ocupaven el bus al mateix temps. Per a això, els enginyers d'Atari van seleccionar acuradament la velocitat de rellotge de l'ordinador per cerciorar-se que el GTIA tingués el temps exacte i suficient per llegir una línia abans que el processador requerís l'accés novament. Això es va aconseguir fent que la màquina funcionés a 1.79 MHz per als televisors NTSC, i a 1.77 MHz en el sistema PAL.
Originalment Atari s'havia proposat portar el Microsoft BASIC per a la màquina, tal com ho tenien la majoria dels altres venedors, proposant-se subministrar-ho en un cartutx ROM de 8K. No obstant això, la versió de BASIC per al processador 6502 que tenia Microsoft era de 12K, i totes les temptatives d'Atari de reduir-ho van fallar. Eventualment, van subcontractar el treball a una signa consultora local, que va recomanar escriure la seva pròpia versió des de zero. Així es va originar al ATARI BASIC.

### Les primeres màquines: 400 i 800
La gerència va identificar dues àrees ideals per als nous ordinadors, una versió de baix nivell/cost coneguda com a Candy, i una màquina d'alt nivell coneguda com a Colleen (es rumorejava que va ser anomenat d'aquesta mode a causa d'una atractiva empleada d'Atari). La diferència primària entre els dos models va ser la comercialització. Atari va comercialitzar Colleen com un ordinador, Candy com una màquina de joc (o consola de joc híbrida). Colleen inclouria ranures per a la memòria i la ROM, un segon slot per a un cartutx de 8K, sortida de monitor i un teclat complet, mentre que Candy va usar un "teclat de membrana" plàstic i ranures d'expansió internes (no actualitzables per l'usuari). Ambdues màquines van ser construïdes com a tancs, amb enormes cuirasses d'alumini internes, per complir les regles de la Federal Communications Commission per als senyals de televisió emeses a l'espai de RF (parteix 15 Tipus I). Les màquines d'Apple, sense un modulador de RF, no necessitaven complir aquests requisits (el primer model del TRS-80 realment mai va satisfer aquestes especificacions de la FCC).
Les màquines van ser anunciades al desembre de 1978 com els ordinadors Atari 400 i 800, encara que no estaven extensament disponibles fins a novembre de 1979. Els noms originalment es van referir a la quantitat de memòria, 4K de RAM en el 400 i 8K en el 800. No obstant això per al moment en què anessin llançats els preus del RAM havien començat a baixar, així que les màquines van ser llançades amb 8K i 16K respectivament.
A causa de les noves restriccions de la FCC, el 400 i el 800 no podien permetre ranures com a l'ordinador Apple II. En el seu lloc, van crear una costosa interface serial propietària trucada SIO (Serial Input/Output) (Entrada/Sortida Serial). Tots els dispositius externs van ser connectats usant aquesta interface, el controlador de casset, el controlador de disc, la caixa d'interface, agregant al cost de la propietat. En el 800, les ranures internes eren reservades per als mòduls de la ROM i la memòria. Les màquines de van despatxar originalment amb 16K, però com els preus van continuar baixant Atari eventualment va proveir les màquines completament ampliades a 48K, usant tots els slots.
Algunes companyies van fer mòduls de RAM per l'Atari 800. Una companyia va fer un mòdul que va sumar un sistema de visualització de 80 columnes i 16K de RAM, així que es podia treure una de les targetes proveïdes per Atari sense perdre memòria (perquè era proveïda per aquest mòdul).
Els problemes de reescalfament amb els mòduls de memòria eventualment van conduir a Atari per llevar les cobertes en els mòduls de memòria, deixant-les com a targetes "nues". Més endavant, la coberta de l'expansió va ser mantinguda amb cargols en comptes de tancaments.
L'Atari 800 es va vendre respectablement, però no tan bé com les màquines d'Apple. En afectar l'Atari 400, va fer confondre als compradors i hi havia un reemplaçament en camí, l'anomenat Sweet-8 o "Liz NY".

### Sèries del XL

#### 1200XL

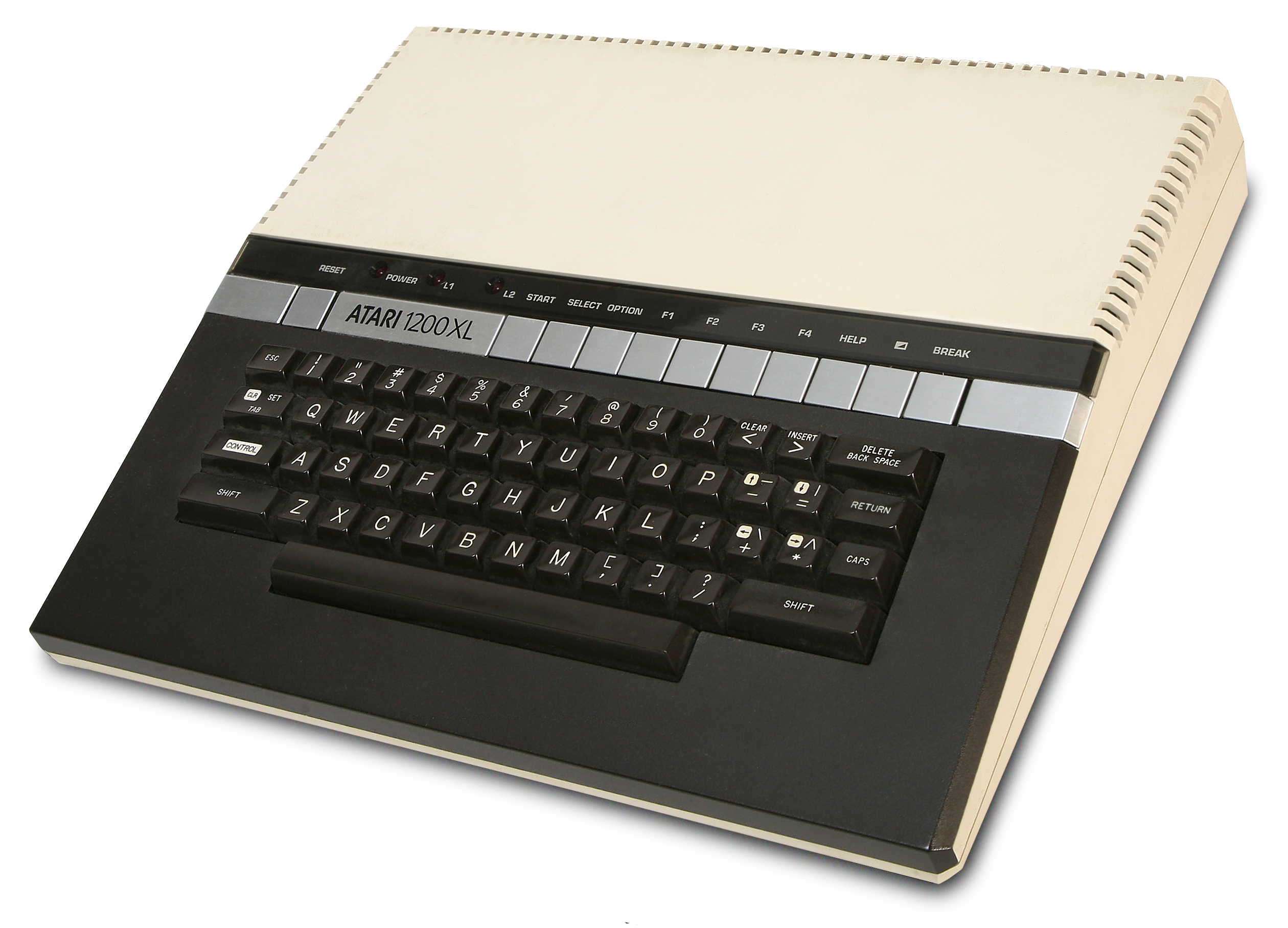
Atari 1200XL.

El 800 era complex i costós de construir, consistint en múltiples targetes de circuit en diversos llocs dins o fora de la massiva cuirassa d'alumini. A més, la màquina va ser dissenyada per agregar el RAM solament a través de targetes, que van requerir costosos connectors i empaquetat fins i tot ara que era despatxada completament ampliada des de la fàbrica. Al mateix temps el 400 no competia tècnicament amb algunes de les màquines noves que apareixien al principi dels anys 1980, que tendien a despatxar-se amb molt més RAM i un teclat veritable.
Un altre canvi important va ser la introducció de les classificacions de la FCC específicament per a dispositius digitals en llars i oficines. Una de les classificacions, coneguda com a Class B, Ordenava que les emissions de RF dels dispositiu havien de ser suficientment baixes per no interferir amb altres dispositius, tals com a ràdios i televisors. Ara els ordinadors necessitaven amb prou feines suficient blindatge per prevenir interferències (en ambdues adreces), no necessitaven prevenir que les emissions s'escapessin cap a fora. Aquest requisit permetia un blindatge més lleuger i menys costós que dels previs ordinadors 400 i 800.
El 1982 Atari va començar el projecte Sweet 16 per tractar aquests problemes. El resultat va ser un actualitzat conjunt de màquines, molt més fàcils i menys costoses produir, però d'una altra manera similars al 400 i al 800. Noves fabs (fàbriques de semiconductors) van permetre que un nombre de xips en els sistemes originals fossin condensats en un. Per a la comparació, mentre que les noves màquines van utilitzar solament una targeta, la 800 original va utilitzar set targetes de circuit separades, moltes d'elles petites, tres per a la RAM i una altra per a la ROM. Sweet 16 també tractava problemes amb el 800 en agregar un nou xassís d'expansió, encara que havia de ser extern. Com les màquines anteriors, el Sweet 16 va ser pensat per ser llançat en dues versions com el 1000 amb 16KB i el 1000XL amb 64KB. El RAM seguia sent bastant costós fer aquesta distinció de mèrit.
Quan l'ANTIC necessitava accés de memòria aquest detenia el CPU, però això requeria quatre xips de suport. Més endavant, Atari va tenir una versió per encàrrec del microprocessador 6502B que es manufacturava amb un pin addicional de "HALT" (per detenir el CPU). Conegut inicialment com a SALLY, aquesta versió es va convertir més endavant en un producte oficial conegut com el "6502C" i va ser usat en totes les màquines XL i XE d'Atari.
Però quan les màquines van ser llançades solament hi havia una versió realment, el 1200XL, un peculiar híbrid de característiques del projecte Sweet 16. Característiques notables eren 64KB de RAM (primera vegada per un Atari), autoprova incorporada (per revisar diversos components de l'ordinador), teclat redissenyat (afavorit per molts usuaris), i disposició redissenyada de la disposició del port del cable. No obstant això el 1200XL també va incloure un nombre de característiques faltants o pobrament implementades. Per exemple, va incloure el connector del xassís d'expansió, però la carcassa no va incloure un forat perquè pogués ser utilitzat. Un nou xip de video va proporcionar més croma per a una imatge més colorida, però llavors algú va decidir desconnectar aquest pin en el port del monitor, revertint l'efecte. El pin de +12V en el port SIO també va ser remogut, per cap raó òbvia.
Al final el 1200XL va oferir poc nou en comparació al 800 existent, i encara que havia d'haver estat molt menys costós, de fet va ser venut en els mateixos punts de preu bàsic. Els canvis realitzats al sistema operatiu per donar suport al nou maquinari també van tenir l'efecte col·lateral de fer que un nombre de programes existents no treballessin més. Per totes aquestes raons el 1200XL es va vendre malament. Hi ha una història sovint repetida, potser apòcrifa, que les vendes del 800 es van disparar per a dalt després del llançament del 1200XL, a mesura que amos existents del 800 intentaven tenir-los abans que desapareguessin. Llançat a finals de 1982, la màquina va ser ràpidament descontinuada el 1983.

#### Noves màquines XL

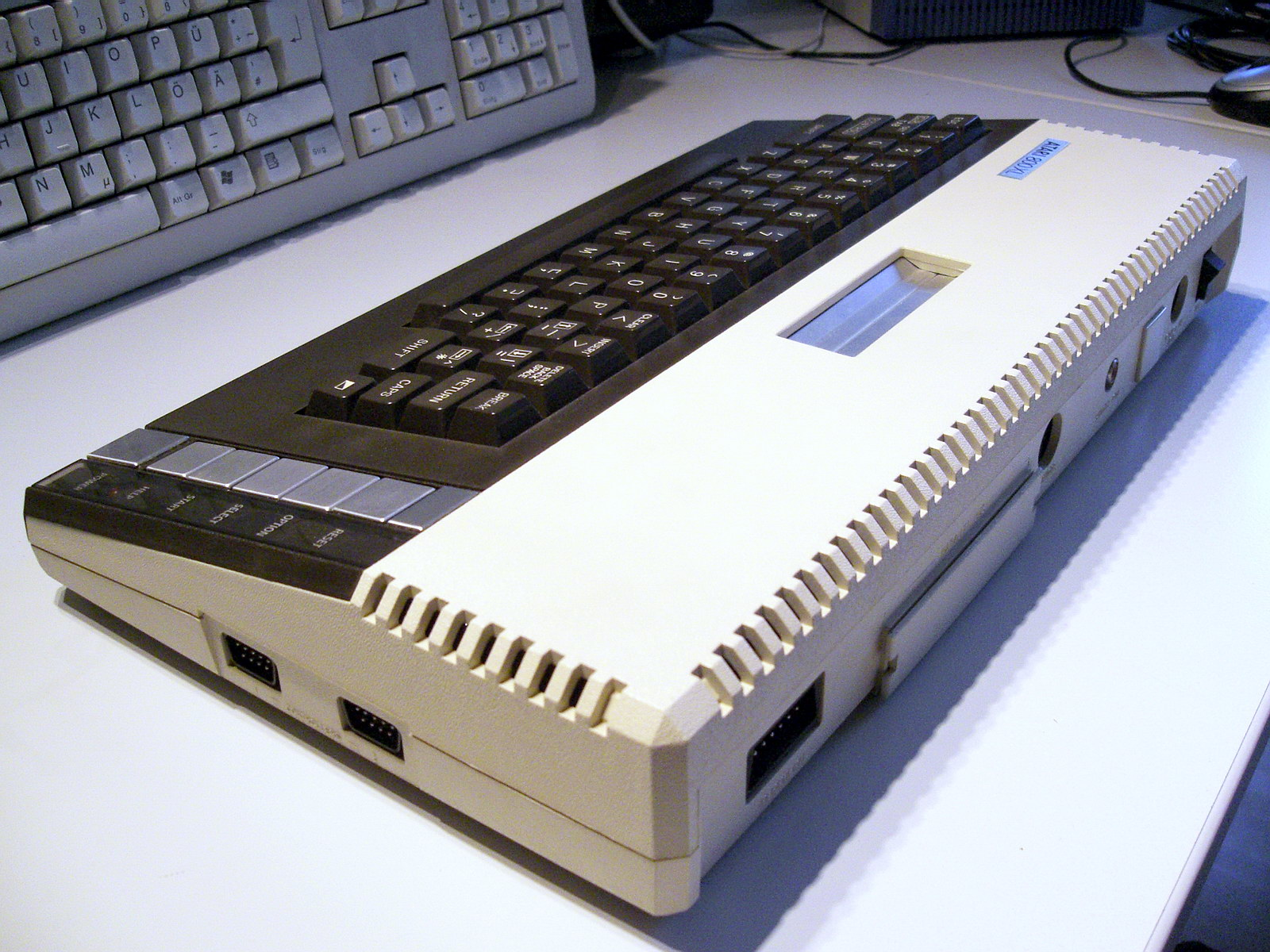
Vista posterior de l'Atari 800XL.

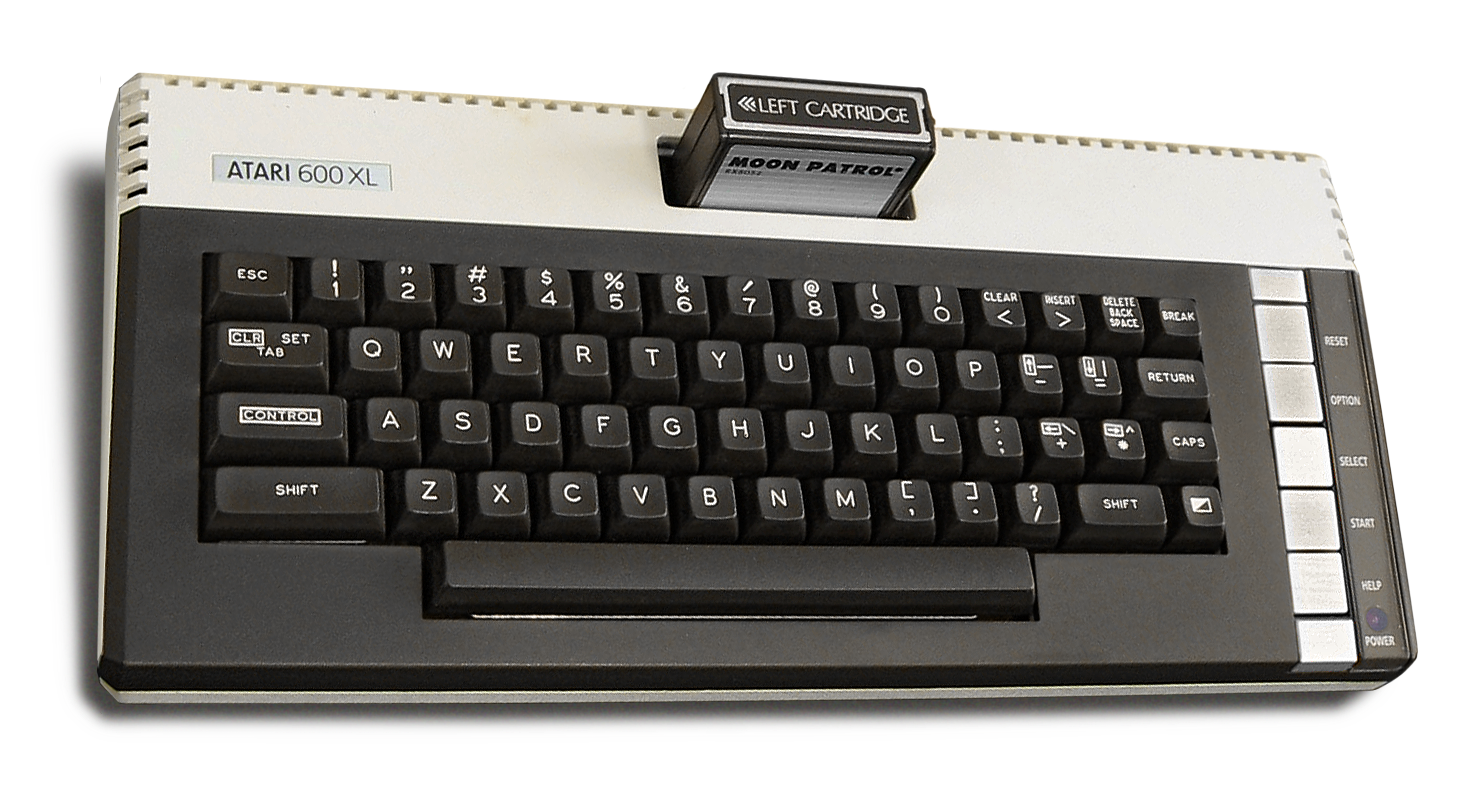
Atari 600XL.

Per aquest punt en el temps Atari va ser implicat en el que aviat es convertiria en una completa guerra de preus. Jack Tramiel de Commodore International va veure a Texas Instruments (TI) entrar al mercat de l'ordinador personal, i va decidir treure'ls soscavant els seus preus. TI havia soscavat el negoci de calculadores de Commodore solament alguns anys enrere, però aquesta vegada els subministraments de Tramiel eren més forts que els de TI, i ell podria revertir la situació. Encara que Atari mai havia estat una blanc deliberat de la còlera de Tramiel, ells, juntament amb la resta del mercat, van ser arrossegats en "la seva" guerra de preus per mantenir la quota de mercat.
El moment era particularment dolent per Atari, el 1200XL va ser un fracàs, i les primeres màquines eren massa costoses de produir per poder competir amb el nivell de preu ràpidament en baixa. La solució va ser reemplaçar el 1200XL per una màquina en què els usuaris confiessin de nou, mentre que al mateix temps baixés els costos de producció al punt on podrien competir amb el Commodore.
Començant amb el disseny 1200XL com la base per a una nova línia, els enginyers d'Atari podien agregar un nombre nou de IC per assumir el control de les funcions de molts dels circuits que quedaven en el 1200XL. Mentre que el 1200XL cabia en una sola targeta, els nous dissenys eren fins i tot més petits i simples, i com a resultat molt menys costosos. Per reduir el cost fins i tot més, la fabricació d'una nova sèrie de màquines va ser instal·lada en el llunyà orient.
Aquestes versions, el 600XL, 800XL, 1400XL i 1450XLD van ser anunciades en el CES de l'estiu de 1983. Aquestes màquines tenien l'Atari BASIC en el ROM de l'ordinador i un Parallel Bus Interface (PBI) (Interfície de Bus Paral·lel). Les màquines es veien similars al 1200XL, però eren més petites del fons cap al front, el 600 que era una mica més petit que el 800 del front cap al fons (una reflexió del projecte del Sweet 8). El 1400 i el 1450 tenien un mòdem de 300 bauds i un sintetitzador de la veu incorporats, i el 1450XLD també va incloure una controlador de disquet de doble cara en la seva engrandida carcassa.
Problemes amb les noves línies de producció van retardar l'entrada de les màquines al mercat. Propostes originalment per substituir al 1200XL a mitjan 1983, les màquines no van arribar fins a finals de l'any, molt menys que anticipat durant l'estació de Nadal de 1983. No obstant això, el 800XL va ser l'ordinador més popular venut per Atari. El 1400XL i el 1450XLD tenien les seves dates d'expedició posposades, primer per la prioritat donada al 600XL i el 800XL, i més endavant pel 3600 System. Al final el 1400XL va ser eventualment categòricament cancel·lat, i el 1450XLD estava tan retardat que mai es va despatxar.
A finals de 1983 la guerra de preus que havia començat l'any anterior estava aconseguint ara un crescendo. Encara que el 600 i el 800 estaven ben col·locats en termes de preu i característiques, la seva entrada al mercat estava tan retardada que el Commodore va poder prendre l'estació de Nadal de 1983 mentre que Atari barallava per tenir les seves màquines a les prestatgeries de les botigues. Combinat amb els efectes simultanis de la crisi dels videojocs de 1983, Atari aviat estava perdent milions de dòlars per dia. Els seus amos, Warner Communications, van arribar a estar desesperats per vendre la divisió.

### Era de Tramiel: Sèries XE i XEGS

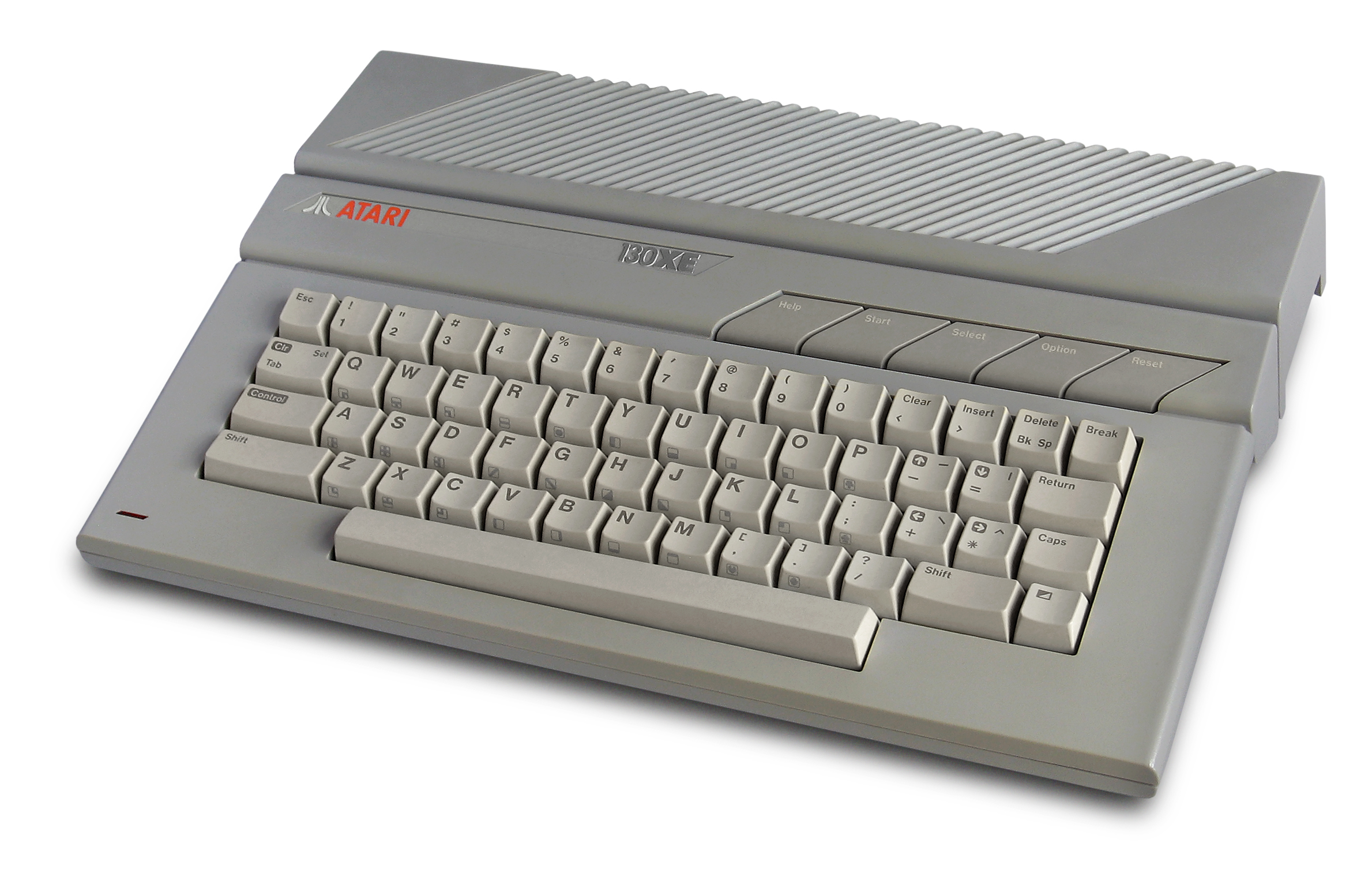
Atari 130XE.

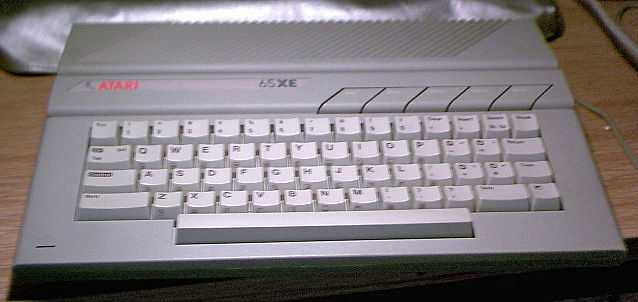
Atari 65XE.

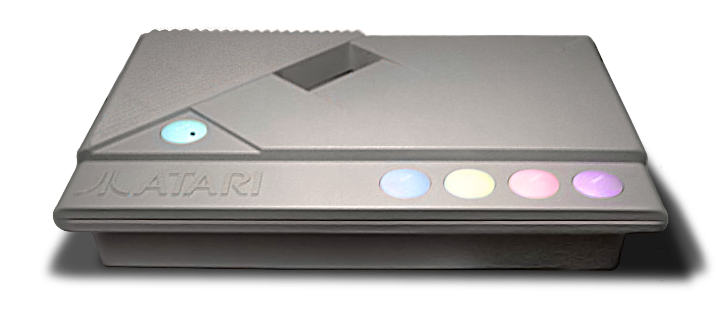
Atari XEGS.

Encara que Commodore va emergir intacte de les guerres de preu dels ordinadors, baralles dins de Commodore aviat van conduir a expulsar a Jack Tramiel. Buscant reentrar al mercat, aviat va comprar Atari a Warner per un preu extremadament baix.
Les màquines finals en la sèrie de 8 bits van ser la 65XE i el 130XE. El 65XE va ser el reemplaçament del 800XL. Originalment anomenat 900XLF, el 65XE va ser funcionalment equivalent al 800XL menys la connexió del PBI. El 65XE (versió Euro) i el 130XE tenien un Enhanced Cartridge Interface (ECI) (Interfície de Cartutx Millorada), una variant del Parallel Bus Interface (PBI) (Interfície de Bus Paral·lel). El 130XE va venir amb 128KB de memòria, accessible per mitjà de selecció de bancs gràcies al FREDDIE i a un xip EMMU. Un addicional 800XE estava disponible en Europa, sobretot Europa Oriental, era bàsicament un 130XE amb la meitat de memòria. XE significava XL-Expanded (XL-Ampliat).
La raó de reempaquetar el 130XE en el 800XE era que Atari s'intentava muntar en la popularitat que va tenir 800XL original a Europa. Desafortunadament, les màquines 65XE i 800XE venudes a Europa Oriental tenien un xip GTIA amb errors, específicament les màquines fetes a la Xina el 1991.
Una teoria del perquè el número 65 va ser utilitzat per a la primera màquina de la sèrie de XE és perquè Atari volia que els seus nombres de màquina corresponguessin amb la quantitat de RAM amb què venien, però com Commodore ja havia usat els nombres 64 i 128, Atari va decidir sumar un a 64 i va triar 65. Tots els nombres de model subseqüents eren múltiples de 65 en comptes de 64. Aquest esquema de numeració va ser usat també en la línia d'ordinadors Atari ST.
Finalment, amb el ressorgiment de la indústria del joc causat per Nintendo, Atari va revelar l'Atari XEGS, llançat el 1987. El XEGS va ser venut juntament amb el seu teclat desmuntable (el primer per a un ordinador Atari), una palanca de comandament i una pistola de llum (Atari XG-1), i un parell de cartutxos de jocs. No tenia PBI o ECI, però era un ordinador complet amb el teclat. La mala comercialització i una manca de nous llançaments van obstaculitzar les vendes.
L'1 de gener de 1992, Atari Corp. va eliminar oficialment tot el suport restant per a la seva línia d'ordinadors 8 de bits.

## Models d'ordinadors
- 400 i 800 (1979) - Són les màquines originals, amb carcasses beix, el 400 tenia un teclat de membrana, el 800 tenia tecles full-travel, dos ports per a cartutxos, sortida a monitor, slots de memòria ampliables (fins a 48KB).
- 1200XL (1982) - Carcassa d'alumini i de plàstic color fum, 64KB de RAM, solament dos ports de joysticks. Tecla d'ajuda, quatre tecles de funció. Un nou sistema operatiu va causar problemes de compatibilitat amb una part del programari vell.
- 600XL i 800XL (1983) - Reemplaçaments pel 400, 800 i 1200XL, tecles de funció sans, el 600XL tenia 16KB de memòria, el 800XL tenia 64KB i sortida a monitor. Tots dos tenien BASIC incorporat i un port d'expansió conegut com el Parallel Bus Interface (PBI) (Interfície de Bus Paral·lel).
- 800XLF - 800XL - Amb el xip FREDDIE i la revisió C del BASIC. Llançat solament a Europa.
- 65XE, i 130XE (1985) - Un reempaquetat del 900XLF amb noves carcasses i teclats. La versió nord-americana i canadenca del 65XE no tenien cap port PBI o port d'expansió. El 130XE venia amb 128KB RAM i un Enhanced Cartridge Interface (ECI) (Interface de Cartutx Millorat) en comptes d'un PBI.
- XEGS (1987) - Una màquina de joc en una carcassa beix clar, amb un teclat full-travel però alguna cosa "pesat" (Atari ST'ish)
- 800XE - La màquina final de la sèrie. Amb un estil igual que el 65XE i el 130XE. Un 130XE amb 64KB RAM. Vist principalment a Europa Oriental.
- Prototips/Vaporware (mai llançats oficialment)
  - 1400XL - Similar al 1200XL però amb un PBI, xip FREDDIE, un mòdem incorporat i un xip de sintetitzador de veu. Cancel·lat per Atari
  - 1450XLD - Bàsicament un 1400XL amb una unitat de disc incorporada de 5 1/4" i una badia d'expansió per a una segona unitat de disc de 5 1/4". Nom de codi Dynasty (Dinastia). Fet per pre-producció, però va ser abandonat per Tramiel.
  - 900XLF - Un 800XLF redissenyat. Es va convertir en el 65XE.
  - 65XEM - Un 65XE amb el xip sintetitzador de veu AMY. Cancel·lat.
  - 65XEP - Un 65XE "portable" amb una unitat de disc de 3.5", monitor CRT de 5" verd i paquet de bateria. Mai llançat.

## Perifèrics
Els perifèric d'Atari van ser nomenats després de les màquines per les quals es van pensar usar, així que en general tenen noms com "410" i "1050". Tots van usar el port SIO propietari, que va permetre que anessin encadenats un darrere de l'altre (daisy chained) en una sola cadena de perifèrics, un mètode usat també en els ordinadors personals Commodore des del VIC-20 d'ara endavant. Aquests perifèrics "intel·ligents" eren més costosos que els dispositius estàndard de l'IBM PC, que no necessitaven l'electrònica agregada del SIO.

### Sèrie 400 i 800
- 410, unitat de cinta, 600 bit/s en cassets
- 810, unitat de disc flexible de 5¼ ", simple densitat, simple cara, 90KB
- 815, unitat doble de disc flexible de 5¼ ", doble densitat, doble cara, 180KB (produïda en petita quantitat)
- 820, impressora de matriu de punts de 40 columnes en paper de màquina sumadora
- 822, impressora termal de 40 columnes en un paper una mica més ample
- 825, impressora de matriu de punts de 80 columnes (Centronics 737)
- 830, mòdem de 300 bauds, usant un acoblament acústic, usava un RS-232 així que requeria el 850 (Novation CAT)
- 835, mòdem de 300 bauds, connexió directa, compatible amb Hayes bàsic, amb interface SIO
- 850, sistema d'expansió, incloïa quatre ports RS-232 i un port paral·lel Centronics
- CX-85, teclat numèric extern, s'endollava en el port de joysticks.

### Sèrie XL

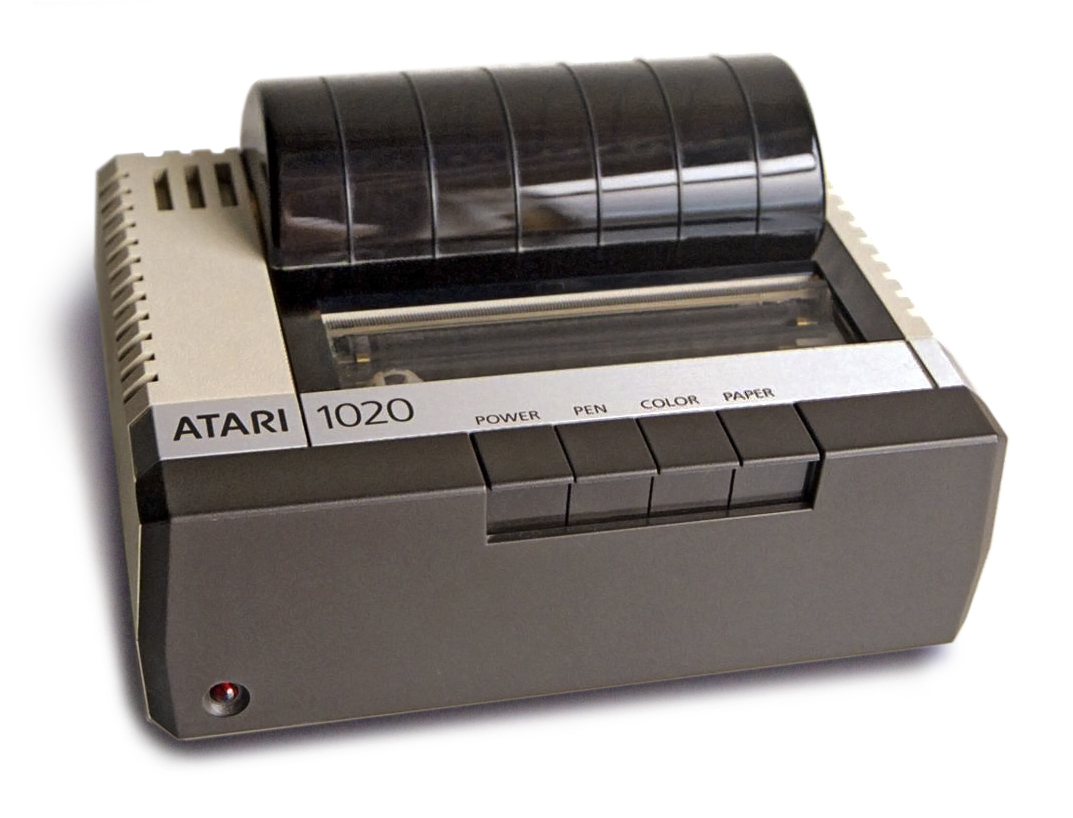
Atari 1020.

- 1010, unitat de cinta, un reemplaçament més petit pel 410
- 1020, impressora de color, plòter de 40 columnes amb 4 plomes, 256 colors
- 1025, impressora de matriu de punts de 80 columnes (Okidata ML-80)
- 1027, impressora de qualitat de carta de roda de margarida de 80 columnes (Mannesmann Tally Riteman LQ)
- 1029, impressora de matriu de punts de 7 pines, 80 columnes de baixa qualitat, venuda a Europa, mecanisme de Seikosha
- 1030, mòdem de 300 bauds, connexió directa
- 1050, unitat de disc flexible de 5¼,", format de "densitat millorada" de simple cara, 130KB
- 1064, mòdul de memòria, expansió de memòria de 64K pel 600XL
- 1090, sistema d'expansió, 5 slots en una carcassa gran, mai comercialitzat, petites quantitats es van escapar

### Sèrie XE

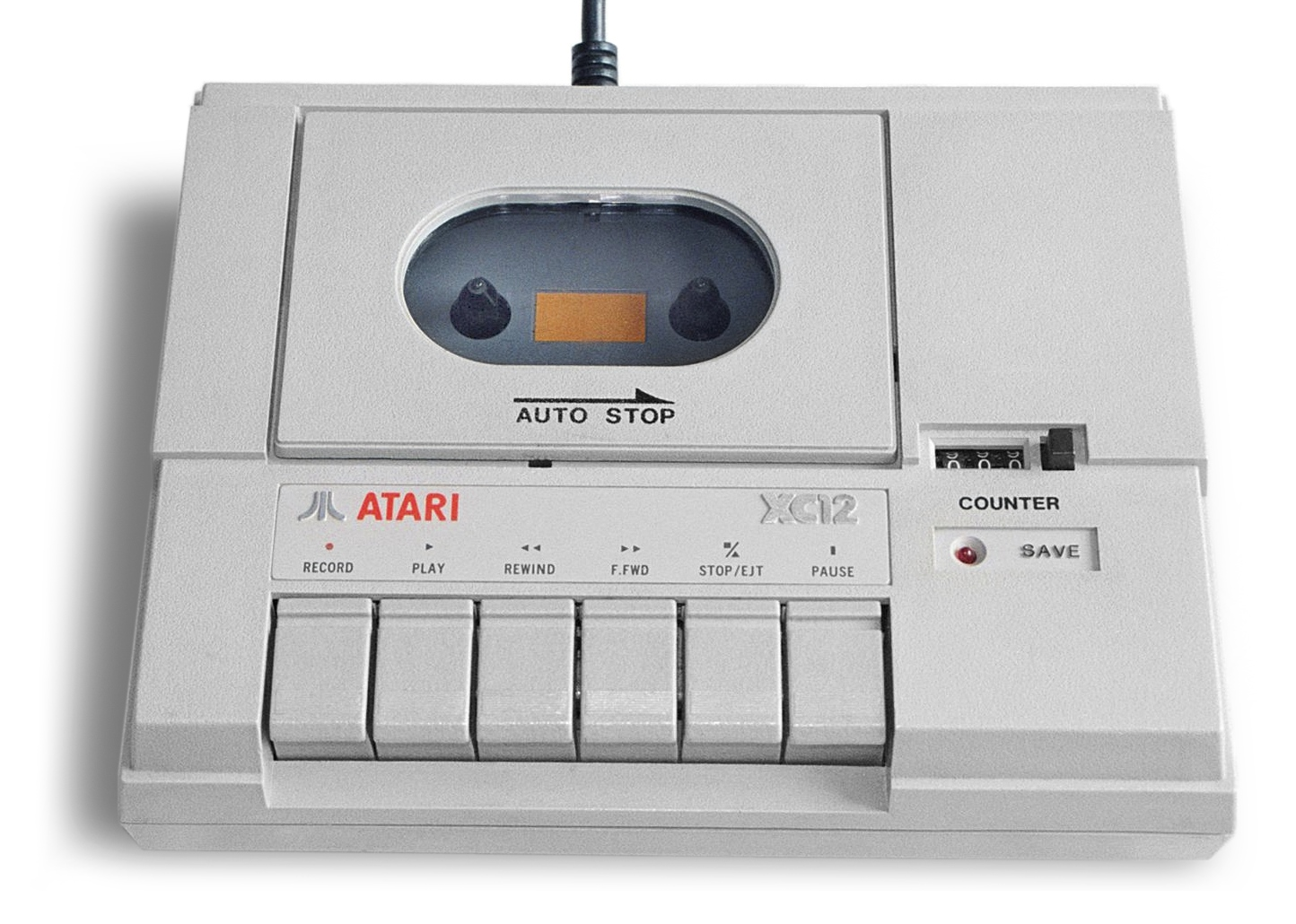
Atari XC12 unitat de cinta.

- XEP80, mòdul d'exhibició de video de 80 columnes, port paral·lel
- XC11, unitat de cinta
- XC12, unitat de cinta, model petit com el 1010, venut per tot el món
- XC12, INJECTOR unitat de cinta desenvolupada a Xile. amb major velocitat de càrrega, 6000 bauds
- XF551, unitat de disc flexible de 5¼,", doble cara, doble densitat, 360KB
- XMM801, impressora de matriu de punts de 80 columnes
- XDM121, impressora de roda de margarida de 80 columnes de qualitat de carta
- XM301, mòdem de 300 bauds
- SX212, mòdem de 1200 bauds, també incloïa una RS-232 per a l'ús als ordinadors Atari ST

Atari també va produir un nombre d'altres unitats de cinta per a l'ús a Europa Oriental on van continuar venent-se fins a finals dels anys 1980 a causa del seu baix cost. Alguns d'aquests van incloure modes de "alta velocitat" que els van fer gairebé tan ràpids com les primeres unitats de disc.
A més de la llista de més amunt, Atari va fallar en biberó una selecció enorme de màquines i perifèrics que van ser d'una altra manera complets. Vegeu l'enllaç al FAQ extern per a detalls.

## Programari

### Subparts i sistemes operatius de disc
Els ordinadors Atari de 8 bits van venir amb un sistema operatiu integrat a la ROM. L'Atari 400 i el 800 tenien el següent:
- OS Rev. A - 10K ROM (3 xips), primeres màquines.
- OS Rev. B - 10K ROM (3 xips), correcció d'errors. El més comú pel 400 i el 800.

Tots els models Atari XL/XE de 8 bits tenien revisions del SO a causa de característiques de maquinari afegits i a canvis. Però això va crear problemes de compatibilitat amb alguns programaris vells. Atari va respondre amb el Translator Disk (Disc Traductor), una disquet que carregava el sistema operatiu vell, l'OS Rev. A o l'OS Rev. B, en els ordinadors XL i XE.
- OS Rev. 10 - 16K ROM (2 xips), pel 1200XL Rev A
- OS Rev. 11 - 16K ROM (2 xips), pel 1200XL Rev B (correcció d'errors)
- OS Rev. 1 - 16K ROM, pel 600XL
- OS Rev. 2 - 16K ROM, pel 800XL
- OS Rev. 3 - 16K ROM, pel 800XE i el 130XE
- OS Rev. 4 - 32K ROM (16K US + 8K BASIC + 8K Missile Command), pel XEGS

Hi havia diversos Sistemes Operatius substituts disponibles per tercers. Veure Atari DOS baix programes DOS de tercers.
El Sistema Operatiu estàndard d'Atari solament tenia rutines de baix nivell per tenir accés a unitats de disquet. Una capa addicional, un Sistema Operatiu de Disc, va ser agregat per assistir organitzant l'accés al disc a nivell del sistema de fitxers. Apareix el Atari DOS, que igual que la majoria dels DOS de l'època havien de ser carregats des d'un disc flexible en encendre o reiniciar l'ordinador. A diferència de la majoria dels altres, l'Atari DOS era enterament manejat per menú.
- DOS 1.0 - DOS inicial per Atari.
- DOS 2.0S, 2.0D - Millora del DOS 1.0, es va convertir en l'estàndard per al controlador de disc 810. El 2.0D era per a la unitat de disc 815 mai comercialitzada.
- DOS 3.0 - Venia amb la unitat de disc1050, no compatible amb el DOS 2.0.
- DOS 2.5 - Va reemplaçar el DOS 3.0 a causa de les queixes.
- DOS 4.0 - Dissenyat per 1450XLD, cancel·lat, els drets se li van retornar a l'autor.
- DOS XE - Dissenyat per a la unitat de disc XF551.

(Molt pocs DOS van ser emmagatzemats en una altra part diferents a disquets, entre aquestes excepcions estava el Disc Filing System opcional del BBC Micro britànic, DFS, ofert com kit amb un xip controlador de disc, un xip de ROM, i un grapat de xips de lògica, per ser instal·lat dins de l'ordinador, i el CBM DOS de Commodore, localitzat en un xip de ROM en cada controlador de disc).
Per a més informació veure Atari DOS

### Llenguatges de programació disponibles
- Action!. Un producte de Optimized System Software. Un llenguatge d'alt rendiment que es compilava a codi de màquina, amb bon suport per al maquinari d'Atari. Mentre que era popular entre els afeccionats, mai va aconseguir acceptació extensa, hagut de particularment al fet que estava limitat a la plataforma de 8 bits d'Atari.
- Llenguatge assemblador
  - Atari Assembler Editor. Un editor assembler i compilador pel 6502 va ser llançat per Atari en un cartutx de ROM.
  - Atari Macro Assembler (AMAC). Un macro assemblador llançat per Atari Program Exchange (APX) en format de disc. Protegit contra còpies.
  - MAC/65. Un macro assemblador / editor desenvolupat per Optimized System Software. Llançat en formats de disc i cartutxos.
  - Synassembler. Assembler de Synapse Software. Escrit per Steve Halis. No compatible amb els ordinadors XL/XE sense parchear.
  - Macro Assembler/Text Editor (MAE). Assemblador d'Eastern House Software. Escrit per John Harris.
- Dialectes BASIC.
  - Atari BASIC. Aquest va ser el BASIC original per a la família de 8 bits d'Atari. Va venir com a cartutx de ROM amb els Atari model 400 i 800, però estava en el ROM de l'ordinador en models posteriors. En els models XL/XE, el BASIC podia ser deshabilitat mantenint pressionada la tecla OPTION mentre l'ordinador arrencava.
  - Atari Microsoft BASIC. Una versió del BASIC per a la família Atari de 8 bits llançada per Atari que era més compatible amb el Microsoft BASIC. Microsoft BASIC II va ser el mateix excepte que venia en un cartutx de ROM més un disc d'extensió.
  - Turbo BASIC XL. Una versió millorada de l'Atari BASIC llançada per tercers que no era solament més ràpida, sinó que també oferia moltes més instruccions. També hi havia un compilador que feia els programes Torbo-BASIC XL encara més ràpids en compilar-los en binaris de llenguatge de màquina.
  - BASIC A Plus. Un BASIC estès de Optimized Systems Software
  - BASIC XL. Un BASIC millorat de Optimized Systems Software[34]
  - BASIC XE. Una versió millorada del BASIC XL de Optimized Systems Software[34]
- C
  - Deep Blue C. Un compilador C. Escrit per John Pavelich, APX.
  - LightSpeed C. Un compilador C per Clearstar Softechnologies.
- Lisp
  - INTER-LISP/65
- LOGO
  - Atari LOGO
- PILOT
- Pascal
  - Atari Pascal, requeria dues unitats de disquet.
  - Draper Pascal
  - Kyan Pascal
- Forth
  - volksForth
  - X-Forth
  - FigForth
  - Antic Forth
  - QS-Forth
  - Mesa FORTH
  - Graphic FORTH
  - ES Forth
  - SNAUT
  - Yet another Target Compiler

Després que les màquines de 8 bits d'Atari van entrar en el regne de la retroinformàtica a finals dels anys 1990, eines de desenvolupament de plataforma creuada com XASM, TASM, i cc65, funcionen comunament al PC, han estat molt usades per entusiastes per fer programació per a les màquines Atari.

### Aplicacions
Vegeu Categoria:Programari de la família Atari de 8 bits

### Jocs
Vegeu Categoria:Videojocs de la família Atari de 8 bits

## Capacitats gràfiques

### Modes estàndard

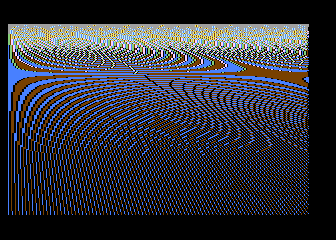
Patró de Moiré en mode gràfic de 320 píxels horitzontals. Els colors vermell i blau són artefactes deguts al desplegament de píxels d'alta resolució en dispositius sense suficient capacitat gràfica.

Mentre que els xips ANTIC i GTIA van permetre combinar una varietat de modes gràfics, i usar diferents amples de camps de jocs, el sistema operatiu de l'Atari va proporcionar un conjunt bàsic de modes gràfics. En la majoria dels casos, aquests van ser exposats a l'Atari BASIC per mitjà de l'ordre "GRAPHICS", i per a alguns altres llenguatges, via similars trucades al sistema.
- Modes de text de 40x24
  - Text d'1 color, amb cada caràcter de 8x8 píxels de la mateixa grandària que els del mode gràfic 320x192, amb la mateixa restricció de tintes. Els caràcters amb el bit alt encès eren representats en video invers.
  - Mode "caràcters en minúscules amb descendir", que no eren disponibles per mitjà de GRAPHICS, només com a part de llistes d'exhibició personalitzades. En aquest mode els caràcters eren de 10 píxels d'alt i ocupaven els 8 píxels superiors o inferiors d'aquesta altura. Deguda a l'altura inusual, aquest no era en sentit estricte un mode de text 40x24.
  - Text acolorit, on cada dos bits representaven el color d'un píxel. Els caràcters eren de 4x8 píxels de la mateixa grandària que els del mode gràfic 160x192. Els caràcters amb el bit alt encès eren exhibits usant una 5a paleta de colors registrada on la 4a era normalment utilitzada.
  - Text acolorit, on cada quatre bits representaven el color d'un píxel. Els caràcters eren 2x8 píxels de la mateixa grandària que els del mode gràfic 80x192 i tenien les mateixes limitacions del color. Aquesta mode no estava disponible directament per mitjà de l'ordre GRAPHICS sinó ajustant flags del GTIA en el mode de text.
- Mode de text 20x24
  - 1 color del text, amb cada caràcter de 8x8 píxels de la mateixa grandària que els del mode gràfic de 160x192. Els caràcters amb diversos bits activats o desactivats, que normalment apareixerien com a 'caràcters de control', caràcters en minúscula, o video invers, eren exhibits amb diferents píxels acolorits.
- Mode de text 20x12
  - Igual que el mode de text 20x24, però amb píxels més grans i poques files del text
- Mode gràfic 40x24 -- 4 colors (2bpp)
- Modes gràfics 80x48 -- 2 colors (1bpp), o 4 colors (2bpp)
- Modes gràfics 160x96 -- 2 colors, o 4 colors (2bpp)
- Modes gràfics 160x192 -- 2 colors, o 4 colors (2bpp)
- Mode gràfic 320x192 -- 2 colors (1bpp). Els píxels eren tonalitats del color del camp de joc, i no podien ser de diferent tinta (color).
- Modes gràfics 80x192 (solament xip GTIA)
  - 9 colors dels registres de la paleta de colors
  - Totes les 15 tintes (colors) d'Atari, però solament d'una lluentor (més el color negre)
  - Totes les 16 tonalitats d'Atari, però solament d'una tinta (color)

### Modes controlats per programari
El 1992, Jeff D. Potter va crear un descodificador i visor d'imatges GIF, per l'Atari, anomenat APACView. APAC, o Any Point, Any Color, va ser un mètode controlat per programari, de desplegar una imatge usant els 256 colors possibles de l'Atari. Pren les línies del mode 80x192 que mostren 16 tints de color, i les que exhibeixen 16 intensitats, les entrellaça, o les alterna ràpidament, o usant ambdues tècniques alhora, permet percebre 256 colors en una pantalla de 80x96 o 80x192 píxels de resolució. .
Més endavant, Jeff va crear un altre descodificador GIF, i després es va crear un descodificador JPEG, que dividia una imatge en tres canals (vermell, verd i blau). Cadascun d'ells amb 16 intensitats, a 80x192 píxels, serien exhibides en un mode entrellaçada i que oscil·lava. La persistència de la visió de l'ull humà permetria veure 4096 colors (12bpp) a una resolució de 80x192, amb lleus artefactes de ' rotació' en els sòlids camps vermells, verds o blaus de la imatge. Això va ser anomenat el mode ColorView.
El 1994, Clay Halliwell va crear un programa terminal de MÒDEM per l'Atari (FlickerTerm80) que usava el mode de text 40x24, combinat amb dos jocs de caràcters (font) de 4x8 idèntics, un amb els píxels en la meitat esquerra de la reixeta 8x8, l'altre amb els de la meitat dreta. Alterant-se en memòria mentre l'ANTIC processava els gràfics, i el conjunt de caràcters, podia desplegar-se una pantalla de 80x24 caràcters. Utilitzava menys memòria, prop de 2KB, i podia ser manipulat més ràpidament que traçar els 80x24 caràcters usant un mode bitmap de 320x192 (que requeriria prop de 8KB).
El 1998, Bill Kendrick va crear un joc de video de trencaclosques per l'Atari (Gem Drop) que va utilitzar un efecte similar, però usant dos jocs de caràcters (fonts) en text acolorit que s'alternaven. (cada caràcter era de 4x8 píxels i cada píxel tenia un de 4 colors). No ocorrien canvis en la paleta de colors, i la llista de desplegament de l'ANTIC no era alterada. Per canviar el joc de caràcters només usava la interrupció en l'esborrat vertical. Això va permetre tenir aproximadament 13 colors en la pantalla. Els camps de color sòlid usaven dos colors reals (ex., creant un vermell fosc en oscil·lar entre vermell i negre). Tenien menys artefactes perquè podien ser dibuixats en una forma de tauler de dames. Aquesta mode va ser anomenat SuperIRG. (El text 4x8 multicolor normal en l'Atari es deia IRG.)
El 1996, els programadors {en anglès: coders} de demostratius {demos} per Atari del grup HARD Software d'Hongria van crear el format HARD Interlacing Picture (HIP), que podia exhibir 160x192 píxels en 30 tons de gris. En l'HIP s'entrellacen dos modes, 80x192 amb 16 tonalitats de grisa, 80x192 amb 9 colors de paleta, i utilitzava un error en el xip GTIA que feia que un dels modes es desplacés 1/2 píxel, permetent percebre imatges de 160 píxels d'ample.
Posteriorment, altres programadors de "demos" van crear el mode gràfic r. i. p., que era similar a l'HIP, però podia desplegar 160x192 píxels en color.